# Eriopisella sechellensis
Eriopisella sechellensis is een vlokreeftensoort uit de familie van de Eriopisidae. De wetenschappelijke naam van de soort is voor het eerst geldig gepubliceerd in 1901 door Chevreux.